# شوپن (فیلم)
شوپن (ایتالیایی: Sciopèn) یک فیلم کمدی ایتالیایی به کارگردانی لوچانو اورودیزیو است که در سال ۱۹۸۲ منتشر شد.
این فیلم در جشنواره فیلم ونیز نمایش داده شد و برندهٔ جایزهٔ شیر نقره‌ای «نخستین اثر برتر» شد. لوچانو اورودیزیو در جشنواره بین‌المللی فیلم سن‌سباستین برندهٔ جایزهٔ «بهترین کارگردان جدید» شد و تینو شیرینزی نیز روبان نقره‌ای بهترین بازیگر نقش مکمل مرد را دریافت کرد.

## بازیگران
- میکله پلاچیدو
- جولیانا دسیو
- آدالبرتو ماریا مرلی
- گویدو چلانو
- تینو شیرینزی
- آنا بونایووتو
- فابیو تراورسا
- ماریا ترسا روسا
- لینو تروئیزی